# Пьохларн
Пьохларн (на немски: Pöchlarn) е град в Северна Австрия, провинция Долна Австрия, окръг Мелк.
Намира се на десния бряг на Дунав, при вливането на река Ерлауф, на 30 km западно от Санкт Пьолтен. Има жп гара. Населението му е 3942 души към 1 април 2009 г.

## Личности
В Пьохларн е роден художникът Оскар Кокошка (1886 – 1980).